# Manuele Spadi
Manuele Spadi, né le 19 octobre 1981 à Pistoia, en Toscane, est un coureur cycliste italien, professionnel de 2005 à 2008.

## Palmarès
- 2003
  - Mémorial Roberto Ricci
  - 3eb étape du Tour de Toscane espoirs
  - 2e du Circuit de Cesa
  - 3e des Boucles catalanes
  - 3e du Gran Premio Industria del Cuoio e delle Pelli
- 2004
  - Trofeo Festa Patronale
- 2005
  - Giro del Medio Brenta
  - 3e du Trophée international Bastianelli
- 2008
  - 8e étape du Clásico Ciclístico Banfoandes

## Classements mondiaux
| Année            | 2005 | 2006 | 2007 | 2008 | 2009 |
| ---------------- | ---- | ---- | ---- | ---- | ---- |
| UCI America Tour |      |      |      | 254e | 247e |
| UCI Europe Tour  | 192e | 285e | 517e |      |      |